# Rileyiana fovea
Rileyiana fovea är en fjärilsart som beskrevs av Treitschke 1825. Rileyiana fovea ingår i släktet Rileyiana och familjen nattflyn. Inga underarter finns listade.